# Färöischer Fußballpokal 2008
Der Färöische Fußballpokal 2008, ebenfalls bekannt als Løgmanssteypið 2008, fand zwischen dem 15. März und 14. Juni 2008 statt und wurde zum 54. Mal ausgespielt. Im Endspiel, welches im Gundadalur-Stadion in Tórshavn auf Kunstrasen ausgetragen wurde, siegte Titelverteidiger EB/Streymur mit 3:2 gegen B36 Tórshavn und konnte den Pokal somit zum zweiten Mal gewinnen.
EB/Streymur und B36 Tórshavn belegten in der Meisterschaft die Plätze eins und drei. Da EB/Streymur dadurch das Double erreichte, nahm B36 Tórshavn an der 1. Qualifikationsrunde zur UEFA Europa League 2009/10 teil. Mit 07 Vestur, AB Argir und TB Tvøroyri erreichten drei Zweitligisten das Viertelfinale.

## Teilnehmer
Teilnahmeberechtigt waren alle 18 A-Mannschaften der vier färöischen Ligen. Im Einzelnen waren dies:
| Formuladeildin | 1. Deild                                | 2. Deild                  | 3. Deild             |
| B36 Tórshavn B68 Toftir B71 Sandur EB/Streymur HB Tórshavn ÍF Fuglafjørður KÍ Klaksvík NSÍ Runavík Skála ÍF Víkingur Gøta | 07 Vestur AB Argir TB Tvøroyri VB/Sumba | Fram Tórshavn MB Miðvágur | NÍF Nólsoy Undrið FF |

## Modus
Sämtliche Erst- und Zweitligisten waren für die 2. Runde gesetzt. Die verbliebenen unterklassigen Mannschaften spielten in einer Runde die restlichen beiden Teilnehmer aus. Alle Runden wurden im K.-o.-System ausgetragen.

## 1. Runde
Die Partien der 1. Runde fanden am 15. März statt.
|               | Ergebnis             |             |
| ------------- | -------------------- | ----------- |
| Fram Tórshavn | 3:0 (3:0)            | Undrið FF   |
| NÍF Nólsoy    | 2:3 n. V. (2:2, 1:1) | MB Miðvágur |

## 2. Runde
Die Partien der 2. Runde fanden am 20. und 22. März statt.
|                 | Ergebnis                         |               |
| --------------- | -------------------------------- | ------------- |
| B71 Sandur      | 2:1 n. V. (1:1, 0:0)             | B68 Toftir    |
| EB/Streymur     | 1:0 (1:0)                        | NSÍ Runavík   |
| TB Tvøroyri     | 6:1 n. V. (1:1, 0:0)             | MB Miðvágur   |
| VB/Sumba        | 1:2 n. V. (1:1, 0:0)             | AB Argir      |
| 07 Vestur       | 1:1 n. V. (1:1, 0:0) (4:2 i. E.) | Víkingur Gøta |
| B36 Tórshavn    | 11:0 (1:0) 1                     | Skála ÍF      |
| Fram Tórshavn   | 11:4 (0:2) 2                     | KÍ Klaksvík   |
| ÍF Fuglafjørður | 12:3 (0:2) 3                     | HB Tórshavn   |

## Viertelfinale
Die Viertelfinalpartien sollten ursprünglich am 24. März stattfinden, wurden jedoch aufgrund von Schneefall allesamt auf den 2. April verschoben.
|             | Ergebnis                         |              |
| ----------- | -------------------------------- | ------------ |
| 07 Vestur   | 2:2 n. V. (2:2, 0:0) (3:5 i. E.) | B36 Tórshavn |
| B71 Sandur  | 4:0 (1:0)                        | AB Argir     |
| EB/Streymur | 2:0 (1:0)                        | KÍ Klaksvík  |
| HB Tórshavn | 5:1 (2:0)                        | TB Tvøroyri  |

## Halbfinale
Die Hinspiele im Halbfinale fanden am 16. April statt, die Rückspiele am 12. Mai.
|              | Gesamt |             | Hinspiel  | Rückspiel |
| ------------ | ------ | ----------- | --------- | --------- |
| B36 Tórshavn | 2:1    | HB Tórshavn | 0:0       | 2:1 (0:0) |
| B71 Sandur   | 2:3    | EB/Streymur | 1:1 (0:1) | 1:2 (1:1) |

## Finale
Das Endspiel sollte ursprünglich am 15. Juni stattfinden, wurde jedoch um einen Tag vorgezogen.
| Paarung        | EB/Streymur – B36 Tórshavn |
| Ergebnis       | 3:2 (2:1) |
| Datum          | 14. Juni 2008 |
| Stadion        | Gundadalur, Tórshavn |
| Zuschauer      | 800 |
| Schiedsrichter | Petur Reinert (Norðragøta) |
| Tore           | 1:0 Arnbjørn T. Hansen (11.) 2:0 Hans Pauli Samuelsen (19.) 2:1 Károly Potemkin (38.) 3:1 Arnbjørn T. Hansen (76.) 3:2 Károly Potemkin (79.) |
| EB/Streymur    | René Tórgarð – Egil á Bø , Leif Niclasen – Hans Pauli Samuelsen, Marni Djurhuus, Hanus Eliasen (87. Marcell S. Balog), Bárður Olsen, Brian Olsen (84. Fróði Clementsen), Levi Hanssen – Sorin Anghel, Arnbjørn T. Hansen Cheftrainer: Sigfríður S. Clementsen   |
| B36 Tórshavn   | Meinhard Joensen – Dmitrije Jankovic, Tamas Nagy, Herbert í Lon Jacobsen, Ásbjørn V. Gunnarsson (80. Róaldur Jacobsen) – Alex José dos Santos, Klæmint Matras , Bergur Midjord, Johan Ellingsgaard – Károly Potemkin, Magnus H. Olsen Cheftrainer: Heðin Askham |
| Gelbe Karten   | Sorin Anghel, Brian Olsen, Hans Pauli Samuelsen – Alex José dos Santos |

## Torschützenliste
Bei gleicher Anzahl von Treffern sind die Spieler nach dem Nachnamen alphabetisch geordnet.
| Platz | Spieler                  | Verein          | Tore |
| ----- | ------------------------ | --------------- | ---- |
| 1     | Andrew av Fløtum         | HB Tórshavn     | 04   |
| 1     | Rasmus F. Nielsen        | B71 Sandur      | 04   |
| 1     | Károly Potemkin          | B36 Tórshavn    | 04   |
| 4     | Arnbjørn T. Hansen       | EB/Streymur     | 03   |
| 4     | Hans Pauli Samuelsen     | EB/Streymur     | 03   |
| 6     | Bárður A. Dimon          | TB Tvøroyri     | 02   |
| 6     | Jósup Henriksen          | KÍ Klaksvík     | 02   |
| 6     | Christian Høgni Jacobsen | HB Tórshavn     | 02   |
| 6     | Jørgen Meitilberg        | Fram Tórshavn   | 02   |
| 6     | Clayton Nascimento       | B71 Sandur      | 02   |
| 6     | Áki Petersen             | ÍF Fuglafjørður | 02   |
| 6     | Helgi L. Petersen        | Fram Tórshavn   | 02   |
| 6     | Krzysztof Popczynski     | TB Tvøroyri     | 02   |
| 6     | Poul Poulsen             | MB Miðvágur     | 02   |
| 6     | Jens Erik Rasmussen      | 07 Vestur       | 02   |
| 6     | Hendrik Rubeksen         | HB Tórshavn     | 02   |
| 6     | Kristoffur Jakobsen      | KÍ Klaksvík     | 02   |